# Larsmo
Larsmo (schwedisch), finnisch Luoto, ist eine Gemeinde mit 5732 Einwohnern (Stand 31. Dezember 2022) in Westfinnland. Sie liegt im Schärengarten vor der Küste der Landschaft Österbotten. Larsmo war bis Ende 2014 neben Korsnäs und Närpes eine der drei finnischen Gemeinden außerhalb Ålands, in denen ausschließlich Schwedisch Amtssprache war. Am 1. Januar 2015 wurde es auf eigenen Antrag zweisprachig. 93,2 % der Einwohner sind Finnlandschweden, rund 6 % sind finnischsprachig.

## Geografie
Das Gemeindegebiet von Larsmo erstreckt sich über hunderte Inseln und Schären im Bottnischen Meerbusen, die Küstenlänge misst insgesamt rund 500 km. Die Meerengen zwischen den beiden Hauptinseln Larsmo und Eugmo und dem Festland wurden 1962 durch Dämme geschlossen; die dahinterliegende Bucht wurde so von der Ostsee getrennt und stellt heute einen Süßwassersee dar, den Larsmosjön. Mit einer Fläche von 85 km² und einem Fassungsvermögen von 213 Millionen Kubikmetern ist er eines der größten künstlichen Süßwasserreservoirs Finnlands. Über die Dämme führt die so genannte „Siebenbrückenstraße“, die Larsmo mit den Städten Karleby im Norden und Jakobstad im Süden verbindet.

## Geschichte
Die politische Gemeinde Larsmo besteht seit 1867. Sie unterhält Partnerschaften zu den Orten Klæbu (Norwegen) und Malå (Schweden). Wichtigster Wirtschaftszweig in Larsmo ist der Bootsbau; mehrere mittelständische Unternehmen dieser Branche haben sich hier angesiedelt.

## Sehenswürdigkeiten
Die Holzkirche von Larsmo wurde 1787 von Jakob Rijf erbaut. Sehenswert ist auch ein Denkmal auf der kleinen Insel Orrskär, die an die SS John Grafton erinnert. Dieses britische Dampfboot hatte während der Russischen Revolution 1905 Waffen für die finnische Widerstandsbewegung ins Land schmuggeln sollen, lief dann aber bei Orrskär auf Grund. Unter der Hilfe der örtlichen Bevölkerung wurden die Waffen entladen, die Schiffsbesatzung sprengte das Schiff und floh über die Ostsee nach Schweden.